# Jemen uralkodóinak listája

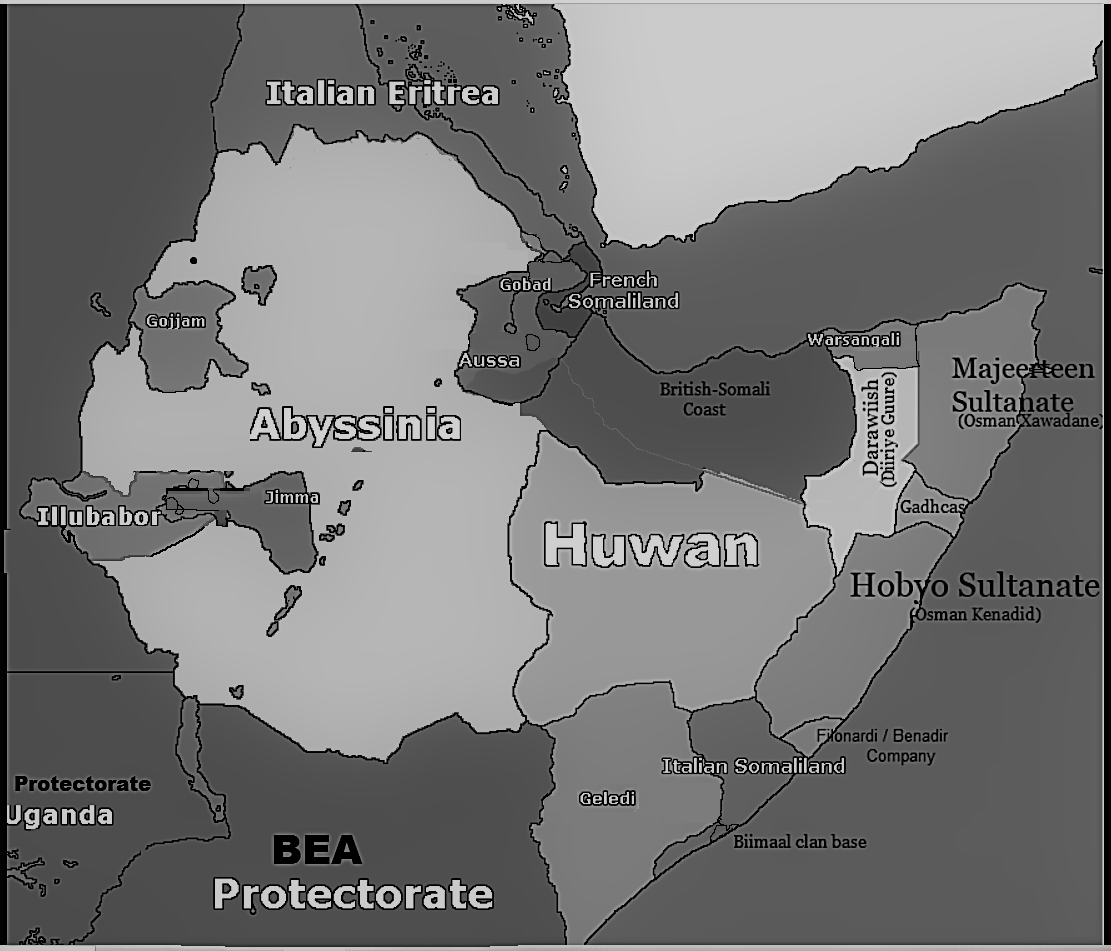

Az alábbi lista Jemen uralkodóit tartalmazza.

## 1890-ig
| Név                                                     | Uralkodása                             | Megjegyzések |
| ------------------------------------------------------- | -------------------------------------- | ------------ |
| Al-Hádi (*859)                                          | imám: 897, †911. augusztus 19.         |              |
| Al-Murtada (*891?)                                      | imám: 911–912, †922. május 1.          |              |
| An-Nászir (*?)                                          | imám: 913, †934. június 5.             |              |
| Al-Muntakhab (*?)                                       | imám: 934, †936                        |              |
| Al-Mukhtar (*?)                                         | imám: 936, †956                        |              |
| Al-Manszúr Jahia (*?)                                   | imám: 934, †976                        |              |
| Ad-Dái (*?)                                             | imám: 977–999, ld. alább               |              |
| Al-Manszúr al-Kászim (*922?)                            | imám: 999–1002, †1003. július 11.      |              |
| Ad-Dái (2x)                                             | imám: 1002, †1012. szeptember 12.      |              |
| al-Mahdi (*987)                                         | imám: 1012, †1013                      |              |
| Al-Muájjad Ahmad (*944)                                 | imám: 1013, †1020                      |              |
| Abu Tálib Jahia (*951)                                  | imám: 1020, †1033                      |              |
| Al-Múid li-Din Illah (*?)                               | imám: 1027, †1030                      |              |
| Abu Hásim al-Haszan (*?)                                | imám: 1031, †1040                      |              |
| Abu'l-Fath an-Nászir ad-Dailami (*?)                    | imám: 1038, †1053                      |              |
| Al-Muhtaszib al-Mujahid Hamzah (*?)                     | imám: 1060, †1066                      |              |
| ...                                                     |                                        |              |
| Al-Mutawakkil Ahmad (*1106)                             | imám: 1138, †1171                      |              |
| ...                                                     |                                        |              |
| Al-Manszur Abdallah (*1166. február 24.)                | imám: 1187, †1217. április 21.         |              |
| An-Nászir Muhammad (*1196. november 3.)                 | imám: 1217, †1226. december 1.         |              |
| Al-Hádi Jahia (*?)                                      | imám: 1217, †1239                      |              |
| Al-Mahdi Ahmad (*?)                                     | imám: 1248, †1258. február 20.         |              |
| Al-Haszan (*?)                                          | imám: 1258–1260, †1285 februárja       |              |
| Jahia (*?)                                              | imám: 1261–1262, †1296                 |              |
| Al-Manszúr al-Haszan (*1199)                            | imám: 1262, †1271                      |              |
| Al-Mahdi Ibrahim (*?)                                   | imám: 1272–1276, †1284 júniusa/júliusa |              |
| Al-Mutavakkil al-Mutahhar (*1217 júniusa)               | imám: 1276, †1298. június 23.          |              |
| ...                                                     |                                        |              |
| Al-Mahdi Muhammad (*1275)                               | imám: 1301, †1328. október 28.         |              |
| Al-Muájjad Jahia (*1270. október 15.)                   | imám: 1328, †1346                      |              |
| An-Nászir Ali (*?)                                      | imám: 1328, †1329                      |              |
| Ahmad (*?)                                              | imám: 1329, †1349                      | <            |
| Al-VathiK al-Mutahhar (*1303)                           | imám: 1349-ben, †1379/1380             |              |
| Al-Mahdi Ali (*1305. szeptember 25.)                    | imám: 1349, †1372                      |              |
| Al-Nászir Muhammad Szalah al-Din (*1338. szeptember 4.) | imám: 1372, †1391. november 2.         |              |
| Al-Manszúr Ali (*1373)                                  | imám: 1391, †1436                      |              |
| Al-Mahdi Ahmad (*1363?)                                 | imám: 1391–1392, †1436                 |              |
| Al-Hádi Ali (*1345/1346)                                | imám: 1393, †1432. szeptember 6.       |              |
| Al-Mahdi Szalah ad-Din (*?)                             | imám: 1436, †1445                      |              |
| Al-Manszúr an-Nászir (*?)                               | imám: 1436, †1462                      |              |
| Al-Mutawakkil al-Mutahhar (*1398)                       | imám: 1436, †1474 júniusa/júliusa      |              |
| Al-Muájjad Muhammad (*?)                                | imám: 1462, †1503. február 25.         |              |
| An-Nászir Muhammad (*?)                                 | imám: 1474, †1488. augusztus 8.        |              |
| Al-Hadi Izz ad-Din (*1441)                              | imám: 1474, †1495. április 18.         |              |
| Al-Manszúr Muhammad (*1441)                             | imám: 1475–1504, †1505. március 4.     |              |
| An-Nászir al-Haszan (*1457)                             | imám: 1495, †1523. június 24.          |              |
| Al-Mutavakkil Jahia Saraf ad-Din (*1472. február 25.)   | imám: 1506, †1555. március 27.         |              |
| Al-Mutahhar (*1503. január 3.)                          | imám: 1547, †1572. november 9.         |              |
| An-Nászir al-Haszan (*?)                                | imám: 1579–1585, †1615                 |              |
| ...                                                     |                                        |              |
| Al-Manszúr al-Kászim (*1559. november 13.)              | imám: 1597, †1620. február 19.         |              |
| I. Al-Muájjad Muhammad (*1582)                          | imám: 1620, †1644 szeptembere          |              |
| Al-Mutawakkil Iszmáil (*1610 k.)                        | imám: 1644, †1676. augusztus 15.       |              |
| Al-Mahdi Ahmad (*1633)                                  | imám: 1676, †1681. július 10.          |              |
| II. Al-Muájjad Muhammad (*1634)                         | imám: 1681, †1686. április 27.         |              |
| Al-Mahdi Muhammad (*1637. október 27.)                  | imám: 1687, †1718. augusztus 2.        |              |
| I. Al-Manszúr al-Huszain (*1669)                        | imám: 1716, †1720                      |              |
| Al-Mutawakkil al-Qasim (*?)                             | imám: 1716, †1727. április 23.         |              |
| An-Nászir Muhammad (*1680. január 17.)                  | imám: 1723-ban, lásd alább             |              |
| II. Al-Manszúr al-Huszain (*1696. június 14.)           | imám: 1727, †1748. március 6.          |              |
| An-Nászir Muhammad (2x)                                 | imám: 1727–1729, †1754. augusztus 23.  |              |
| Al-Mahdi Abbász (*1719)                                 | imám: 1748, †1775. szeptember 4.       |              |
| I. Al-Mansur Ali (*1738)                                | imám: 1775, †1809. október 25.         |              |
| Al-Mutavakkil Ahmad (*1756. szeptember 26.)             | imám: 1809, †1816. szeptember 10.      |              |
| Al-Mahdi Abdallah (*1793)                               | imám: 1816, †1835. november 28.        |              |
| II. Al-Manszúr Ali (*1812)                              | imám: 1835–1837, ld. alább             |              |
| An-Nászir Abdallah (*1811)                              | imám: 1837, †1840 áprilisa             |              |
| Al-Hádi Muhammad (*?)                                   | imám: 1840, †1844. január 10.          |              |
| II. Al-Manszúr Ali (2x)                                 | imám: 1844–1845, ld. alább             |              |
| Al-Mutavakkil Muhammad (*?)                             | imám: 1845, †1849. december 11.        |              |
| II. Al-Manszúr Ali (3x)                                 | imám: 1849–1850, ld. alább             |              |
| Al-Manszur Ahmad (*?)                                   | imám: 1849, †1853                      |              |
| Al-Muájjadad Abbász (*?)                                | imám: 1850-ben, †1880                  |              |
| II. Al-Manszúr Ali (4x)                                 | imám: 1851-ben, †1871                  |              |
| Al-Hádi Gálib (*1823)                                   | imám: 1851–1852, ld. alább             |              |
| Al-Manszur Muhammad (*1802. december 16.)               | imám: 1853, †1890. február 8.          |              |
| Al-Mutavakkil al-Musin (*?)                             | imám: 1855, †1878. július 29.          |              |
| Al-Hádi Gálib (2x)                                      | imám: 1858–1872, †1885. szeptember 30. |              |
| III. Al-Manszúr al-Huszain (*?)                         | imám: 1859–1863, †1888                 |              |
| Al-Hádi Saraf ad-Din (*1820)                            | imám: 1878, †1890. június 8.           |              |

## 1890és1962között
| Portré | Uralkodó                                                        | Uralkodott | Neve átírásban | Megjegyzés                    |
| ------ | --------------------------------------------------------------- | ---------- | -------------- | ----------------------------- |
|        | Mohamed * 1839 † 1904. június 4.                                | 1890–1904  |                |                               |
|        | Jahia Mohamed Hamidaddin * 1869. június 18. † 1948. február 17. | 1904–1948  |                | Mohamed fia.                  |
|        | Ahmed * 1891. június 18. † 1962. szeptember 18.                 | 1948–1962  |                | Jahia Mohamed Hamidaddin fia. |
|        | Mohamed Al-Badr * 1926. február 15. † 1996. augusztus 6.        | 1962       |                | Ahmed fia.                    |